# Televisió a Espanya
La televisió a Espanya està configurada com un servei públic essencial de titularitat estatal. És considerada oficialment com un vehicle important per a la informació i participació política de la ciutadania, d'informació sobre l'opinió pública, de difusió de la cultura espanyola i com a contribuïdor a la llibertat i la igualtat perquè siguen reals.
La Constitució espanyola de 1978 estableix que l'estat central té competència en la radiodifusió (art. 149.21). L'estat gestiona la ràdio de manera directa mitjançant ens públics i de manera indirecta fent concessions administratives a empreses privades.

## Especificitat del mercat televisiu hispànic
El regne d'Espanya és com el seu nom indica una monarquia parlamentària constituïda per diverses nacions. Això és important destacar-ho perquè és el que influeix en la forma en com s'ha establert la televisió a Espanya. El país compta amb quatre nacions (Castella, Països Catalans, País Basc i Galícia) però Castella mai n'ha volgut reconèixer el caràcter, malgrat que la pròpia Constitució així les reconeix. En conseqüència el Regne d'Espanya es vol un estat unitari però a la pràctica és un estat federal, ja que les diverses nacions tenen el seu propi estatut d'autonomia. El resultat d'aquesta realitat és el fruit de la història del mateix país.
En efecte, d'ençà el segle XIX que Catalunya treballa per poder tenir la seva pròpia autonomia, i igualment, per després accedir a l'autodeterminació. Castella impedeix qualsevol intent secessionista i això la porta a estratègies ben calculades que poden veure's perfectament reflectides en el panorama televisiu. En efecte, si Catalunya té els seus propis canals de televisió, la resta de regions autonòmiques, així volgudes per Castella en una estratègia d'evitar la secessió, també tenen les seves pròpies televisions, de forma que això permet a Castella qualificar les nacions de regions quan, de fet, no és així.
Per tant, el panorama televisiu hispànic es constitueix per uns canals de televisió que emeten exclusivament, i al cent per cent en castellà, per tot el territori de l'Estat, nacions confoses. A banda, i arran de l'obtenció de l'estatut d'autonomia català, naixeren televisions a Catalunya, model que fou copiat per altres regions castellanes. Així, a banda de les televisions dites "estatals" cohabiten les televisions dites "autonòmiques", que llistem tot seguit:
- Canal Sur
- Aragón TV
- Popular TV Cantabria
- TV Canaria
- CYL 7
- Canal Extremadura
- Telemadrid
- Popular TV La Rioja

Endemés, les colònies hispàniques de Ceuta i Melilla posseeixen les seves pròpies televisions. Les televisions regionals castellanes emeten exclusivament en castellà, mentre que les televisions nacionals de la resta de nacions, contràriament a les televisions estatals castellanes, emeten en llengua pròpia i castellana, amb anuncis en llengua pròpia i castellana. De fet, la Vall d'Aran, petita nació constituïda dins de l'Estatut de Catalunya, posseeix també la seva pròpia televisió que emet en llengua pròpia.

## Llista de canals
Categoria principal: canals de televisió d'Espanya

### Emissions obertes
El panorama política d'Espanya és el que explica el seu panorama televisiu. L'existència de diverses nacions dins de l'Estat espanyol fa que hi hagi canals de televisió catalans, gallec i bascs, a més dels castellans. Els castellans poden veure's a tot l'Estat, és a dir, a les nacions catalana, basca i gallega mentre que els canals propis d'aquestes respectives nacions no poden veure's en territori castellà.
| Canals d'abast estatal: - La 1 - La 2¹ - 24 Horas - Clan - Teledeporte - Antena 3 - La Sexta - Neox - Nova - Mega - Telecinco - Cuatro - Factoría de Ficción - Divinity - Energy - Boing - Disney Channel - Paramount Network - DMax - Gol - 13TV - DKiss - Ten ¹ofereix alguna programació específica en territori català i en llengua catalana | Canals d'àmbit nacional català: - TV3 - Canal Super3 / Canal 33 - Esport 3 - 3/24 - IB3 Televisió - 8TV - Barça TV - RAC 105 - À punt - Bom - La 6 Mediterráneo | Canals d'àmbit nacional basc: - ETB 1 - ETB 2 - ETB 3 - ETB 4 - Navarra Televisión Canals d'àmbit nacional gallec: - TVG - TVG2 - V Televisión |

### Per via satèl·lit
L'oferta televisiva per satèl·lit està limitada en lliure accés. A fora del territori hispànic només es pot rebre els canals públics i privats destinats a l'exterior. Són canals que emeten una part de la programació regular que s'emet a Espanya, i en llengua castellana exclusivament, però amb censura de les emissions susceptibles de plantejar problemes de drets d'autors com ara pel·lícules o sèries de televisió estrangeres. Tampoc emeten els blocs publicitaris regulars, substituint-los per publicitat del mateix canal o grup televisiu.
- Antena 3 Internacional
- RTVE Internacional

Tot i això, la resta de nacions de l'Estat han mirat d'emetre igualment durant la història les seves pròpies versions internacionals. És el cas de la Corporació Catalana de l'Audiovisual que disposava de TV3CAT o de Balears Televisió que també disposa del seu propi canal internacional. A més, la televisió gallega pot veure's a Portugal en raó dels lligams lingüístics que uneixen les dues nacions.
Quant a la recepció de la resta de canals, el satèl·lit només disposa d'alguns canals estatals com poden ser:
- 24 Horas
- Boing

Ara bé, els principals operadors han posat a disposició els canals de recepció oberta i alguns de cablejats mitjançant satèl·lit que poden captar-se amb fórmules específiques que passen per l'adquisició de descodificadors especialitzats.

### Per cable
El mercat televisiu per cable se'l disputen, en consonància amb el context polític, empreses castellanes d'ambició hispànica i companyies basques, principalment.
- Movistar
- Vodafone
- Euskatel

Creuen les propostes entre companyies es poden calcular prop d'una centena de canals de televisió que són exclusivament en llengua castellana. Tanmateix, la producció és pràcticament estrangera, més concretament, estatunidenca.
| - FOX (i tots els derivats) - Cosmopolitan TV - SyFy - AXN - MTV (i tots els derivats) - BeIN Sports (i tots els derivats) - Channel Hollywood - National Geographic Channel (i tots els derivats) - Channel History (i tots els derivats) - ODISEA channel - Viajar - DKiss - Cocina - Disney Channel (i tots els derivats) - Canal Panda - VH1 - Niclelodeon (i tots els derivats) - BBC World - Euronews - CNN International - Aljazeera - France 24 - RT España - CNBC - TV5 Monde - Boomberg |

Els clients que compren televisió per cable poden veure les televisions autonòmiques de la resta de regions i nacions que constitueixen el país.